# Burg Kalzenau
Die Burg Kalzenau (lettisch Kalsnavas pils) ist die Ruine einer bischöflichen Vasallenburg des Erzbistums Riga, errichtet am hohen Ufer der Bersonite in einem Ortsteil des livländischen Dorfes Kalsnava im lettischen Bezirk Madona.

## Geschichte
Wann genau Burg Kalzenau errichtet wurde, ist unbekannt, jedenfalls wurde sie bei einem bedeutenden Überfall in der Gegend 1375 – im Gegensatz zu benachbarten Burgen – nicht erwähnt. 1455 ist die Burg urkundlich im Besitz des Adelsgeschlechts Tiesenhausen verortet, somit liegt die Errichtung vermutlich irgendwo dazwischen. 
Nach dem Fall der Livländischen Konföderation während des Livländischen Krieges 1561 wurde Kalzenau in das Königreich Polen-Litauen eingegliedert. 1577 wurde die Burg von russischen Truppen erobert, ging jedoch nach Ende des Krieges wieder an Polen-Litauen. 
Im Jahre 1582 gab der polnisch-litauische König Stephan Báthory die Ländereien Kalzenau und Bersohn an Heinrich von Tiesenhausen zurück unter der Bedingung, die Befestigungsanlagen zu schleifen. Ob diese Forderung erfüllt wurde, bleibt unbekannt. In seinem Testament von 1591 wird Kalzenau noch als befestigtes und bewohntes Anwesen beschrieben, weshalb das Schleifen der Burg vermutlich in den Jahren danach durchgeführt wurde.
Im Verlauf des Polnisch-Schwedischen Krieges verlor die Familie Tiesenhausen die Burg endgültig an Schweden. König Gustav II. Adolf belehnte daraufhin 1625 Oberst Johann Reinhold Streiff von Lauenstein mit dem Gut Kalzenau. 
Nach dem Großen Nordischen Krieg übergab Zarin Anna Kalzenau 1737 an den russischen Feldmarschall Peter von Lacy, 1760 wird die Familie Rennenkampff als Besitzer genannt. In dieser Zeit (jedoch vor 1780) wurde neben der Burgruine ein mächtiger Getreidespeicher mit Turm errichtet. In den folgenden Jahrzehnten wechselte Kalzenau mehrmals die Besitzer und die Burgruine verfiel immer weiter. 
Heute ist in den Gebäuden des Anwesens ein Pflegeheim untergebracht. 

## Beschreibung

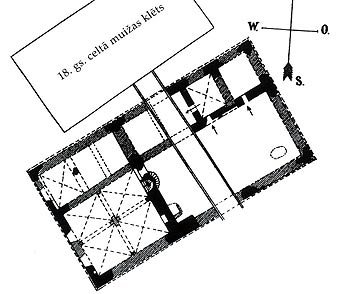
Grundriss der Burg Kalzenau mit Kornspeicher (Zeichnung von Karl von Löwis of Menar, 1898)

Burg Kalzenau bestand aus einem steinernen Hauptgebäude mit einer Fläche von 37,5 × 20 m und war von einem Erdwall umgeben. Die 1,45 − 2 m dicke Gebäudemauer war hauptsächlich aus Findlingen errichtet, an den Ecken wurden bis in 3 m Höhe behauene Kalksteine verbaut. Einfassungen wie bei Fenster oder Türen sowie die Gewölbe in den südwestlichen Gemächern wurden mit Backsteinen gemauert. Das Gebäude verfügte über mehrere Räume, von denen der größte eine Fläche von 10,65 × 12,70 m besaß. Im Zentrum des Gebäudes befand sich eine Wendeltreppe. Im Raum in der Nordostecke könnte sich eine Kapelle befunden haben. K. von Löwis of Menar äußert die These, dass es zur Verteidigung der Burg einen Wehrturm gegeben haben muss, von dem jedoch keine Überreste oder Fundamente vorhanden sind. Er vermutet dessen Standort an der südöstlichen Mauer, da diese in einem kleinen Bereich dicker war als die restlichen Außenmauern und so als Unterbau für einen Turm gedient haben könnte. 
Im 18. Jahrhundert wurde (vermutlich durch die Rennenkampffs) parallel zur nordwestlichen Burgmauer ein Kornspeicher mit eigenwilligem Aussehen errichtet; er besaß einen Turm und ähnelte damit einer Kirche. Dieses Gebäude erwies sich als überaus verhängnisvoll für den baulichen Zustand der Burg, da sie nicht nur als Quelle günstigen Baumaterials dienen musste, sondern zudem eine Rampe als Zugang zum Speicher quer durch die Burg gebaut wurde.
Heute sind oberflächig nur noch wenige Mauerreste sichtbar.